# Przecznica (województwo dolnośląskie)

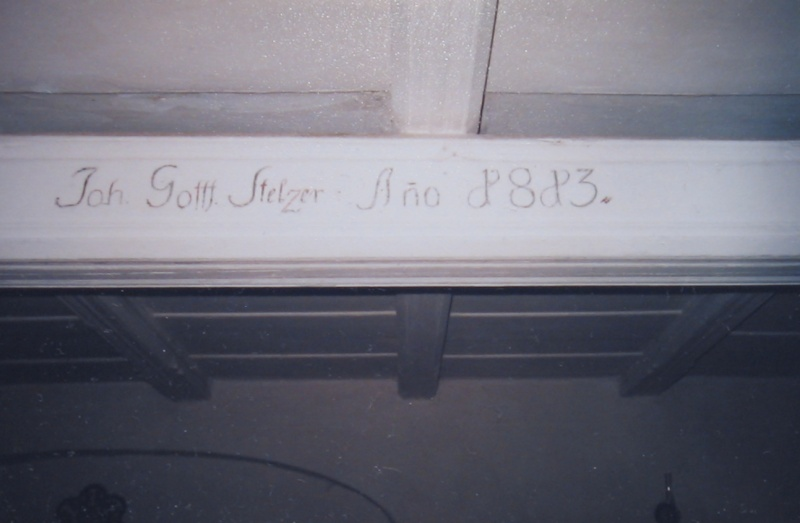
Belka dźwigająca strop wiejskiej chałupy z roku 1813

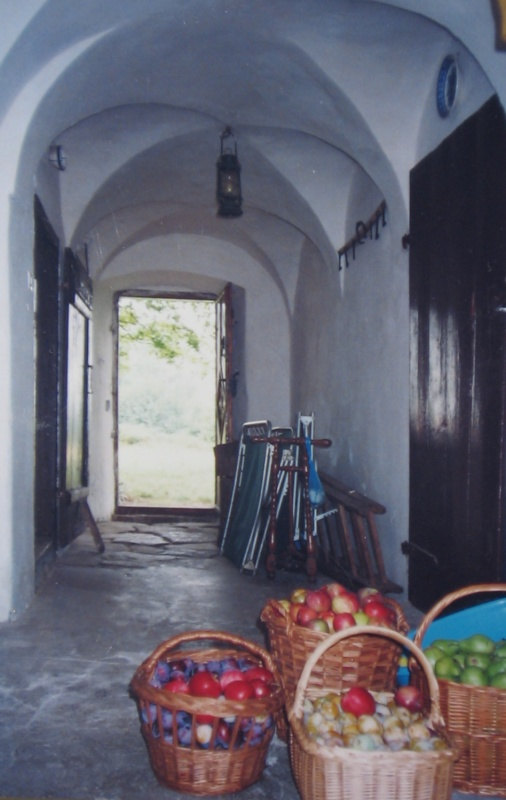
Wnętrze sieni chałupy z roku 1813

Przecznica (niem. Querbach) – wieś łańcuchowa, sołectwo w gminie Mirsk, w powiecie lwóweckim, w województwie dolnośląskim.

## Położenie
Przecznica położona jest w Górach Izerskich i na Pogórzu Izerskim (Kotlina Mirska). Przez wieś przebiega lokalna droga nr 2494D łącząca Jelenią Górę z Gryfowem, Lwówkiem i Świeradowem (dawny trakt jeleniogórsko-żytawski). Rozciągnięta wzdłuż drogi ciągnącej się w dolinie Przecznickiego Potoku oraz jego dopływu (bez nazwy) spływających z północnego zbocza Grzbietu Kamienickiego w Górach Izerskich. Dolna część wsi przylega do zabudowań sąsiedniej wsi – Mlądz, natomiast jej górna część, o zabudowie rozproszonej nosi nazwę Radoszków.

## Nazwa
Niemiecka nazwa to Querbach, a tuż po II wojnie światowej wieś nosiła nazwę Jelenia Skała.

## Infrastruktura
Nie ma we wsi kościoła ani szkoły, dysponuje ona jednak skromną bazą noclegową w postaci gospodarstw agroturystycznych oraz zaopatrzeniową w postaci wiejskiego sklepu. Najbliższy urząd pocztowy znajduje się w Mirsku, a kościoły katolickie – w Gierczynie i Rębiszowie. W leżącej w sąsiedztwie wsi Proszowa znajduje się jeszcze jeden kościół, w nieodległych Kwieciszowicach – następny za Rębiszowem przystanek kolejowy. Mieszkańcy wsi gospodarują na należących do nich gospodarstwach rolnych, znaczna jednak ich część pracuje w bądź to w kamieniołomie bazaltu w Rębiszowie, bądź to w pobliskich miastach – Jeleniej Górze, Świeradowie i Mirsku.

## Historia
Osadnictwo we wsi datuje się prawdopodobnie pod koniec XV wieku, a w wieku XVI rozwinęło się w tej okolicy górnictwo kobaltu (równocześnie z wydobyciem w położonej w odległości około 3 km na zachód wsi Gierczyn rud cyny). Działała tu jedna z większych kopalń w tej okolicy, „Fryderyk Wilhelm”, eksploatująca rudy kobaltu w latach 1596–1618.
Przemysł wydobywczy we wsi zintensyfikował się po uruchomieniu tu przez von Schaffgotscha około roku 1769 kopalń („Karol”, „Jan Nepomucen”, czynne krótko, oraz „Anna Maria”). Kopalnia „Anna Maria” położona na zboczu wzgórza Prochowa (495 m n.p.m.) czynna była w latach 1780–1843, i do tego czasu wybudowano w niej sztolnie i korytarze o głębokości sięgającej 110 m. Zapotrzebowanie rozwijającego się na Śląsku przemysłu ceramicznego i włókienniczego na barwniki kobaltowe od XVIII wieku szybko rosło, okoliczne przetwórnie dawały w latach 1793–1806 około 10% europejskiej produkcji tych farb dostarczając ich od 50 do 70 t. Ślady po kopalni „Anna Maria” oraz innych zachowały się do dziś, podobnie jak liczne we wsi murowane i drewniane domy pochodzące jeszcze z XIX wieku, nawet z jego pierwszej połowy.
Po wybudowaniu w roku 1865 przebiegającej w pobliżu linii kolejowej linii Wrocław – Jelenia Góra – Zgorzelec – Berlin, ze stacją w odległym o 5 km na północ Rębiszowie wieku XX wieś chętnie była odwiedzana przez mieszkańców tak Berlina, jak Wrocławia i zyskała cechy wsi letniskowej i ośrodka turystycznego; znana była wówczas jako Querbach („Poprzeczny Potok”, stąd polska nazwa Przecznicki Potok i obecna nazwa samej wsi). Pod koniec II wojny światowej w Radoszkowie funkcjonował podobóz pracy przymusowej – filia Gross Rosen, wykorzystywany do robót leśnych. W latach 70. XX wieku przeprowadzono w okolicach Przecznicy, Gierczyna, Mlądza i pobliskiego Rębiszowa dokładne badania geologiczne pod kątem zasobów rud cyny i kobaltu; rezultat wykazał, że zasoby rud nie mają dostatecznej z punktu widzenia wykorzystania górniczego jakości i zasobności, potwierdziły też stwierdzone tu już wcześniej ślady miedzi i arsenu.

## Podział administracyjny
W latach 1945–1954 siedziba gminy Przecznica. W latach 1975–1998 miejscowość należała do województwa jeleniogórskiego.

## Kuźnia i artyści
W roku 2015 zakończyły się prace nad zrewitalizowaniem kuźni, we wnętrzu której znajdują się zabytkowe przedmioty: kowadło z XVII w., miech z wieku XVIII oraz stare kowalskie narzędzia. Ponadto wyeksponowano tutaj wytwory rękodzielnicze. Obecnie w budynku realizowane są warsztaty artystyczne.